# Het onbekende eiland
Het onbekende eiland is een stripverhaal uit de reeks van Suske en Wiske, geschreven en getekend door Paul Geerts. Dit verhaal werd speciaal uitgegeven voor Presto Print. Het verhaal rond de fictieve gorilla King Kong (oorspronkelijk bedacht door Merian C. Cooper) wordt hier min of meer naverteld.
Het is nooit opgenomen in de reguliere Vierkleurenreeks. Het verscheen in 1981 wel voor het eerst in deel twee van Plezier met Suske en Wiske, een reeks vakantieboeken als spin-off van de oorspronkelijke serie. In 1986 is het verhaal opnieuw uitgebracht, deze keer als dubbelstrip in combinatie met Sprookjesnacht aan zee.
In 1999 is een los boek hiervan uitgegeven door Standaard Uitgeverij, onder ISBN 9789903187490.

## Locaties
- België, naamloos eiland tussen Mauritius en Indonesië

## Personages
- Suske, Wiske met Schanulleke, tante Sidonia, Lambik, Jerom, professor Barabas, Boeffer en de Bitskoemers

## Uitvindingen
- Gyronef

## Het verhaal
In de tuin van tante Sidonia zegt Lambik tegen de anderen dat hij nog best avonturen kan beleven. Wiske leest later in de krant dat Lambik een reis om de wereld wil gaan maken in een zeilboot. De vrienden gaan naar de haven, maar Lambik vertrekt alleen. 
Lambik zet koers naar Indonesië, maar komt in hevig noodweer terecht. Als professor Barabas contact opneemt, vertelt Lambik dat hij enkele dagen daarvoor Mauritius voorbij gevaren is. Dan wordt de verbinding ineens verbroken als Lambiks boot stukslaat op de rotsen.  Met zijn onzinkbare kist bereikt Lambik een eiland tussen Mauritius en Indonesië. Jerom biedt aan de vrienden met de gyronef naar het gebied te brengen, maar Suske zegt dat Lambik eerst de kans moet krijgen om zich te bewijzen.
Lambik vindt een boek over Robinson Crusoë, dat hij gebruikt als handleiding: hij bouwt een hut en gaat jagen. Aan het eind van elke dag blijkt zijn hut te zijn vernield en ook zijn eten wordt steeds gestolen. Lambik raakt oververmoeid en uitgehongerd. Zijn vrienden vinden intussen dat ze lang genoeg hebben gewacht en gaan op weg naar het gebied waar Lambik is verdwenen. Jerom is gevraagd de Euromast in Nederland plat te leggen en kan daarom niet te lang op zoek blijven, hij brengt zijn vrienden met de gyronef naar het gebied. Suske, Wiske en tante Sidonia landen met parachutes op een eiland. Jerom zal hen oppikken als hij klaar is met de werkzaamheden aan de Euromast. De vrienden vinden Lambik en geven hem het proviand dat ze meegenomen hebben. Ze besluiten voorlopig op het eiland te blijven.
Tante Sidonia wordt op een nacht door een pratende aap meegenomen uit haar tent. Lambik en Suske en Wiske worden door andere sprekende apen gevangengenomen. De apen noemen zich de "Bitskoemers" en ze vertellen dat tante Sidonia voor Boeffer, hun koning, is bestemd. Lambik kan voorkomen dat Suske, Wiske en hijzelf door een door de Bitskoemers gelokte enorme leguaan worden opgegeten. Tante Sidonia wordt intussen meegenomen naar een door het oerwoud overgroeid tempelcomplex. Boeffer, een reusachtige aap, is dol op haar en behandelt haar goed. Tante Sidonia leert hem al snel manieren. 
Als Suske, Wiske en Lambik over een touwbrug lopen hakken de Bitskoemers de touwen door, maar de vrienden belanden veilig in een grot in de rotswand. Het blijkt een arendsnest te zijn en Suske wordt door de vogel meegesleurd naar boven. Suske kan Wiske en Lambik uit de grot bevrijden en ze gaan op zoek naar tante Sidonia. 
Als Boeffer merkt dat zijn onderdanen hem uitlachen, wil hij zich niet meer aanpassen aan de manieren van tante Sidonia. Hij sluit haar op in een kooi. Lambik verkleedt zich als Bitskoemer en hoort over bedwelmende vruchten. Als Suske en Wiske tante Sidonia bevrijden uit de kooi, tilt Boeffer een steen op om hen te verpletteren. Lambik weet Boeffer met een vrucht tijdelijk te bedwelmen. De Bitskoemers zijn in de meerderheid, maar Jerom arriveert net op tijd om de situatie te redden. De vrienden voelen ondanks alles enige sympathie voor Boeffer. Ze laten voor hem een Rubiks kubus achter, zodat hij Sidonia snel weer zal zijn vergeten.
De vrienden vertrekken in de gyronef. Lambik belooft als ze weer thuis zijn dat hij niet nog eens in zijn eentje een dergelijke reis zal ondernemen. 

## Trivia
- Het Vlaamse bitskoem(m)er betekent "schoelje, zwerver, haveloze". Het woord zelf is ontleend aan het Engelse beachcomber,"strandjutter". Hier is dus sprake van een dubbele woordspeling.
- De figuur van Boeffer is overduidelijk een verwijzing naar King Kong, terwijl het "onbekende eiland" gebaseerd is op Skull Island. Ook andere elementen uit het King Kong-verhaal zijn hierin verwerkt, zoals het doorsnijden van de touwbrug boven een ravijn.

## Fouten/inconsequenties
- In de loop van het verhaal wordt niet duidelijk wie Lambiks hut vernielt en zijn eten steelt nadat hij net op het eiland is, al lijkt de enige logische verklaring dat dit het werk is van de Bitskoemers.